# Android Donut
Android Donut est la quatrième version (1.6) du système d'exploitation mobile open source Android, développé par Google ; elle n'est plus supportée. 
Parmi les fonctionnalités les plus importantes introduites par cette mise à jour, citons la prise en charge des smartphones CDMA, des tailles d'écran supplémentaires, un indicateur d'utilisation de la batterie et un moteur de synthèse vocale.
Après la diffusion publique de Donut - son nom de code officiel sur le thème des desserts - la convention utilisée par Google pour désigner les principales versions d'Android, les opérateurs ont rapidement suivi le mouvement avec son lancement auprès des clients sous la forme d'une mise à jour OTA (over-the-air) pour les smartphones compatibles.